# Melanotaenia corona
Melanotaenia corona је зракоперка из реда Atheriniformes. 

## Угроженост
Подаци о распрострањености ове врсте су недовољни.

## Распрострањење
Индонезија је једино познато природно станиште врсте.

## Станиште
Станиште врсте су слатководна подручја.